# Aurelio Milani
Aurelio Milani   (Desio, 14 de maig de 1934 - Milà, 25 de novembre de 2014) va ser un futbolista italià que jugava com a davanter. Milani va jugar per a diversos clubs italians a la Serie A i la Serie B, guanyant el premi al màxim golejador en ambdues divisions. En total, va jugar 157 partits a la Serie A, marcant 62 gols, i 100 partits a la Serie B, marcant 54 gols. Milani és recordat principalment per les dues temporades que va passar amb el Grande Inter de l'Internazionale sota la direcció d'Helenio Herrera. Va participar en la victòria de l'Inter a la Copa d'Europa el 1964, i amb ell també va guanyar el títol de la Sèrie A de 1964-65 i la Copa Intercontinental de 1964. També va representar la selecció italiana en una ocasió.
Un jugador potent, Milani era un davanter centre ràpid, fort, treballador i tradicional. Va destacar en el joc aeri per la seva precisió de cap, i també posseïa un xut potent i precís, cosa que li va permetre ser un golejador prolífic al llarg de la seva carrera. També era un jugador d'equip generós, capaç de jugar d'esquena a la porteria, aguantar la pilota i passar-la als companys d'equip, donant-los assistències.

## Carrera de club

### Primers anys
Milani va començar la seva carrera jugant a l'equip juvenil de l'Aurora Desio a principis dels anys cinquanta, abans de ser fitxat per l'Atalanta, que el va cedit al Fanfulla durant la temporada 1953-54 de la Sèrie B i la temporada 1954-55 de la Sèrie C. El Monza del Simmenthal el va fitxar, cosa que li va permetre tornar a jugar a la Serie B. Amb el club, va marcar 37 gols en dues temporades de la Sèrie B, guanyant el premi al màxim golejador de la Sèrie B durant la temporada 1955–56. Les seves impressionants actuacions van cridar l'atenció de la direcció del Triestina, i durant la temporada següent, Milani va marcar 17 gols en 30 partits a la Sèrie B amb el club friül.

### Debut a la Sèrie A
La temporada següent, Milani va debutar a la Serie A amb la Sampdoria durant la temporada 1958-59, el 21 de setembre de 1958 en una derrota per 1-0 contra la Lazio, a Roma. Va formar un formidable trio d'atac amb Mora i Cucchiaroni durant la seva primera temporada, marcant 13 gols. Durant la temporada 1959-60 de la Sèrie A, però, es va lesionar a la cama en un partit contra el Bolonya, cosa que li va impedir jugar durant un llarg període.

### La puixança a la Sèrie A
Nereo Rocco va portar Milani a Pàdova, i el davanter italià va formar una notable parella d'atac amb Crippa, marcant 18 gols. L'estiu de 1961, el president d'la Fiorentina, Longinotti, va fitxar Milani per reforçar la seva primera línia, que comptava amb jugadors com Gianfranco Petris i Hamrin, que van ajudar l'equip a guanyar la Recopa d'Europa de 1960-61 i la Coppa d'Itàlia. En la seva primera temporada completa amb el club, Milani inicialment no va marcar cap gol a la Serie A durant els primers cinc partits, però a la sisena jornada de la temporada 1961–62 de la Serie A, el 24 de setembre de 1961, Milani va marcar dos gols en una victòria per 5–2 a casa contra l'Udinese. Aquest partit també es recorda com el debut del llegendari porter italià Dino Zoff, per tant, els dos primers gols que va encaixar a la seva carrera van ser marcats per Milani. Amb 22 gols, Milani va acabar la campanya de la Sèrie A com a màxim golejador de la Sèrie A, juntament amb el guanyador de l'Scudetto José Altafini, ajudant la Fiorentina a aconseguir el tercer lloc de la lliga. Milani també va ajudar la Fiorentina a arribar a una altra final de la Recopa d'Europa aquella temporada.

### Inter i carrera posterior
Després d'una temporada negativa 1962-63, en què només va aconseguir marcar un gol en 18 partits de la Serie A amb la Fiorentina, Milani va ser fitxat per l'Inter, convertint-se en membre del que més tard es coneixeria com el " Grande Inter " d'Helenio Herrera. Milani va tenir una temporada reeixida amb el club milanès, marcant 7 gols en 18 aparicions a la Serie A, ajudant l'Inter a acabar segon a la Serie A, perdent per poc el títol després de perdre un partit de playoff contra els eventuals campions de la Serie A de 1964, el Bolonya, que estaven empatats a punts amb l'Inter al primer lloc després del final de la temporada. Milani també va guanyar la Copa d'Europa de 1963-64 amb l'Inter aquella temporada, i va marcar un gol a la final de la Copa d'Europa de 1964 contra el Reial Madrid al Praterstadion de Viena, la primera victòria del club en la competició. La temporada següent, va continuar aquest triomf guanyant la Copa Intercontinental de 1964 amb l'Inter contra l'CA Independiente, guanyador de la Copa Libertadores. Durant l'hivern de 1964, però, Milani va resultar greument lesionat en un partit de la Copa d'Europa contra el Dinamo de Bucarest, després de rebre un cop de genoll a l'esquena. Com a resultat de la col·lisió, una de les seves vèrtebres es va desplaçar, cosa que va posar fi a la seva carrera prematurament. Durant la seva segona temporada a l'Inter, va aconseguir guanyar una segona Copa d'Europa i el títol de la Sèrie A, tot i jugar només 11 partits, i també va arribar a la final de la Coppa d'Itàlia amb l'Inter.
Milani va intentar tornar temporalment al futbol durant la temporada 1966–67, jugant amb el Verbania a les divisions inferiors italianes, a la Sèrie C, durant una sola temporada, marcant 1 gol en 8 partits, abans de retirar-se oficialment.

## Carrera internacional
Milani només va jugar una vegada amb la selecció italiana de futbol al llarg de la seva carrera. Això va passar el 10 de maig de 1964, en una derrota per 3-1 fora de casa contra Suïssa en un amistós internacional a Losanna.

## Mort
Als 80 anys, Milani va morir a Milà el 25 de novembre de 2014.

## Palmarès

### Club
Inter
- Sèrie A: 1964–65
- Copa d'Europa: 1963–64, 1964–65 [10]
- Copa Intercontinental: 1964

Fiorentina
- Recopa d'Europa: subcampions de la temporada 1961–62

### Individual
- Màxim golejador de la Sèrie B: 1955–56[12]
- Màxim golejador de la Sèrie A: 1961–62[13]